# Albert Weisgerber

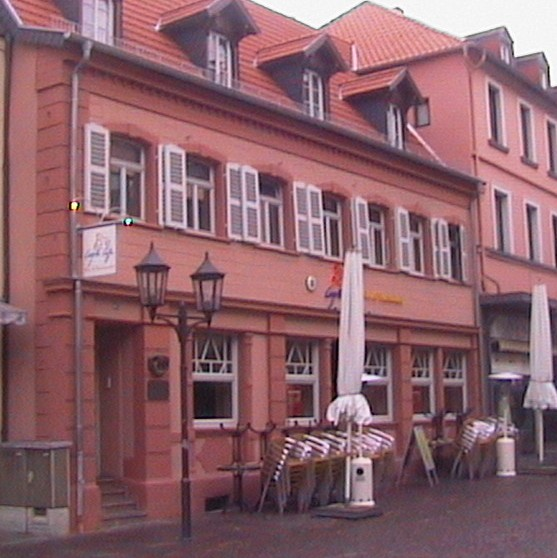
Casa în care s-a născut Weisgerber din Sankt Ingbert

Albert Weisgerber (n. 21 aprilie 1878, St. Ingbert, Saarland, Germania – d. 10 mai 1915, Fromelles, Nord-Pas-de-Calais, Franța) a fost un pictor și grafician german. Stilul lui Weisgerber se înscrie între impresionismul german și începutul expresionismului.

## Biografie
Weisgerber a fost fiul unui brutar din Sankt Ingbert. După ce a terminat cu succes școala de meserii, între 1891 și 1894, în Kaiserslautern, începe în 1894 ucenicia ca pictor decorator în Frankfurt pe Main. Din 1894 până în 1897 frecventează școala de artă din München, apoi studiază între 1897 și 1901 la Academia de Arte Frumoase din München, la început cu Gabriel Hackl și mai târziu cu Franz von Stuck. Din 1897 lucrează ca desenator pentru revista Die Jugend. În timpul studiului îi cunoaște pe Hans Purrmann, Paul Klee, Wassily Kandinsky, Willi Geiger, Hermann Haller, Max Slevogt și Gino von Finetti, cu care va lega o prietenie pe tot parcursul vieții. În anul 1898 fonda împreună cu prietenii asociația Sturmfackel, printre care aparțineau și artiștii Alfred Kubin, Rudolf Levy și Alfred Lörcher. 
În 1902 își face serviciul militar la München. În următorul an se oprește frecvent în St. Ingbert, unde lucrează la seria Biergarten-Bildern, în care se confruntă cu impresioniștii francezi. În călătorii, printre care la Paris, a văzut lucrări ale impresioniștilor și a ale altor artiști importanți. L-a cunoscut și pe Henri Matisse.
În timpul Primului Război Mondial, Weisgerber a fost locotenent în armata germană. A murit pe Frontul de Vest lângă Lille pe 10 mai 1915.